# Braian Álvarez
Braian Gabriel Álvarez (Mar del Plata, Provincia de Buenos Aires, Argentina; 22 de agosto de 1997) es un futbolista argentino. Juega como mediocampista por izquierda y su primer equipo fue Racing. Actualmente milita en Deportes Santa Cruz de la Primera B de Chile.

## Trayectoria

### Racing
Braian Álvarez se inició futbolísticamente en los clubes Unión y Cadetes de su Mar del Plata natal, hasta que enero de 2015 se sumó a las inferiores de Racing. Luego de tener destacadas actuaciones en Reserva, el técnico de la Academia Diego Cocca lo llevó a la pretemporada con el plantel profesional a principios de 2017 y el 27 de mayo de ese mismo año lo hizo debutar en Primera en la victoria 2-1 ante San Lorenzo de Almagro.

### Ferro
En septiembre de 2017 pasó a préstamo a Ferro para disputar la Primera Nacional. Allí permaneció durante una temporada y se transformó en titular indiscutido, convirtiendo además el primer y hasta ahora único gol de su carrera; tal es así que el conjunto verdolaga deseaba retenerlo. Sin embargo, el jugador regresó a Racing, club dueño de su pase, que tenía la intención de cederlo nuevamente pero esta vez a un equipo de Primera División. Es por eso que a mediados de 2018 terminó recalando en Unión de Santa Fe.

### Unión
Se confirma su llegada por un año al tatengue para disputar el Campeonato de Primera División 2018-19. Debuta el 25 de noviembre contra Vélez al ingresar en el minuto 40 del segundo tiempo en lugar de Nelson Acevedo. En dicho campeonato juega sólo 3 partidos arrancando siempre desde el banco de suplentes, sin convertir goles y sin recibir tarjetas en los 27 minutos que disputó. Se renueva su cesión con el club santafesino para disputar el Campeonato de Primera División 2019-20. Debuta en dicho campeonato en la fecha 14 contra Boca al ingresar en el segundo tiempo en lugar de Juan Ignacio Cavallaro. Su primer partido como titular fue contra Godoy Cruz, disputando los 90 minutos. En total disputaron 6 partidos sin goles y sin amonestaciones en 198 minutos.

### Agropecuario
Tras el parate por el Covid se confirma su llegada a Agropecuario de Carlos Casares para disputar el Campeonato Transición de Primera Nacional 2020. Debuta el 22 de diciembre en la cuarta fecha contra Deportivo Morón al ingresar a los 12 minutos en lugar de Mariano Miño. En la sexta fecha debuta como titular. En total disputó 4 partidos en los que no convirtió goles. De cara al siguiente torneo continuó en el Campeonato de Primera Nacional 2021 en el que disputó 26 partidos en los que no convirtió goles.

### Ferro
Se convirtió en el primer refuerzo de la temporada de Caballito en la que sería su segunda etapa en el club, llega a préstamos sin cargo y sin opción hasta el 31 de diciembre. Comienza siendo un jugador importante en la rotación del equipo y debutando como titular contra Nueva Chicago. Tras la salida del técnico y ante la llegada de la dupla empieza a perder terreno en la consideración. Su único gol del campeonato lo convierte en la fecha 17. En total llega a disputar 10 partidos en los que recibió dos tarjetas amarillas y convirtió un gol.

### Deportes Santa Cruz
En febrero de 2025, acuerda su vinculación con el Deportes Santa Cruz de la Primera B de Chile hasta fines de diciembre de ese año. El 8 de febrero debuta en Copa Chile en el empate 2 a 2 ante Ñublense.

## Clubes
- Actualizado al 9 de agosto de 2025

| Club                        | Div.                | Temporada           | Liga | Liga | Copa Nacional | Copa Nacional | Copa Internacional | Copa Internacional | Total | Total |
| Club                        | Div.                | Temporada           | PJ   | G    | PJ            | G             | PJ                 | G                  | PJ    | G     |
| --------------------------- | ------------------- | ------------------- | ---- | ---- | ------------- | ------------- | ------------------ | ------------------ | ----- | ----- |
| Racing Argentina            | 1.ª                 | 2016/17             | 1    | 0    | 0             | 0             | -                  | -                  | 1     | 0     |
| Racing Argentina            | Total               | Total               | 1    | 0    | 0             | 0             | -                  | -                  | 1     | 0     |
| Ferro Argentina             | 2.ª                 | 2017/18             | 16   | 1    | 0             | 0             | -                  | -                  | 16    | 1     |
| Ferro Argentina             | 2.ª                 | 2022                | 10   | 2    | 0             | 0             | -                  | -                  | 10    | 2     |
| Ferro Argentina             | Total               | Total               | 26   | 3    | 0             | 0             | -                  | -                  | 26    | 3     |
| Unión Argentina             | 1.ª                 | 2018/19             | 3    | 0    | 0             | 0             | 0                  | 0                  | 3     | 0     |
| Unión Argentina             | 1.ª                 | 2019/20             | 5    | 0    | 1             | 0             | 0                  | 0                  | 6     | 0     |
| Unión Argentina             | Total               | Total               | 8    | 0    | 1             | 0             | 0                  | 0                  | 9     | 0     |
| Agropecuario Argentina      | 2.ª                 | 2020                | 4    | 0    | -             | -             | -                  | -                  | 4     | 0     |
| Agropecuario Argentina      | 2.ª                 | 2021                | 26   | 0    | -             | -             | -                  | -                  | 26    | 0     |
| Agropecuario Argentina      | Total               | Total               | 30   | 0    | -             | -             | -                  | -                  | 30    | 0     |
| Brown (PM) Argentina        | 2.ª                 | 2023                | 24   | 1    | -             | -             | -                  | -                  | 24    | 1     |
| Brown (PM) Argentina        | 2.ª                 | 2024                | 17   | 0    | -             | -             | -                  | -                  | 17    | 0     |
| Brown (PM) Argentina        | Total               | Total               | 41   | 1    | -             | -             | -                  | -                  | 41    | 1     |
| Deportes Santa Cruz · Chile | 2.ª                 | 2025                | 6    | 0    | 4             | 0             | -                  | -                  | 10    | 0     |
| Deportes Santa Cruz · Chile | Total               | Total               | 6    | 0    | 4             | 0             | -                  | -                  | 10    | 0     |
| Total en su carrera         | Total en su carrera | Total en su carrera | 112  | 4    | 5             | 0             | 0                  | 0                  | 117   | 4     |